# Fabre Geffrard
Fabre Geffrard (* 19. September 1806 in Anse-à-Veau, Haiti; † 11. Februar 1879 in Jamaika) war ein haitianischer Politiker und von 1859 bis 1867  Präsident von Haiti.
Geffrard war der Sohn von General Nicholas Geffrard, Mitbegründer der Unabhängigkeit Haitis und Gouverneur der Südprovinz († 1806).
Fabre Geffrard trat 1821 in die haitianische Armee ein, in der er es 1843 bis zum Kapitän gebracht hatte. In diesem Jahr schloss er sich der Erhebung des Generals Hérard gegen den Präsidenten Boyer an, wurde vom liberalen Volkskomitee zum Obersten ernannt und zerstreute als Führer von Hérards Avantgarde Boyers Truppen bei Numéro Deux vollständig. Noch in demselben Jahr ernannte ihn die provisorische Regierung in Port-au-Prince zum Brigadegeneral und Kommandanten des Distrikts von Jacmel und, nachdem Geffrard eine Gegenrevolution unter General Achard im Entstehen unterdrückt hatte, 1845 zum Divisionsgeneral.
Der auf seinen wachsenden Einfluss eifersüchtige Präsident Riché enthob ihn zwar 1846 seines Kommandos in der Provinz Jacmel und stellte ihn vor ein Kriegsgericht; doch wurde Geffrard freigesprochen und erhielt 1849 im ersten Krieg gegen Santo Domingo vom Präsidenten Soulouque wieder das Kommando über eine Armeedivision. Durch seinen Sieg bei La Tabarra erwarb er sich die Herzogswürde.
Auch im zweiten Krieg gegen San Domingo (1856) zeichnete sich Geffrard mehrfach aus, namentlich durch die geschickte Leitung des Rückzugs der Artillerie nach Banico.
Von Soulouque mit Verhaftung und Hinrichtung bedroht, flüchtete er und organisierte einen Aufstand, welcher den Sturz Soulouques zur Folge hatte, worauf er am 15. Januar 1859 ohne Widerstand als Präsident von Haiti in Port au Prince einzog.
Trotz mannigfacher Intrigen behauptete er sich bis Anfang 1867, als es einem Offizier der Armee, Sylvain Salnave, der früher vergeblich revoltiert hatte, gelang, ihn zu Fall zu bringen. Geffrard flüchtete auf ein französisches Schiff und ließ sich nach Jamaika bringen, wo er im Februar 1879 starb.